# Kościół św. Krzysztofa w Podkowie Leśnej
Kościół św. Krzysztofa w Podkowie Leśnej – kościół rzymskokatolicki w Podkowie Leśnej przy ul. Jana Pawła II 7. Kościół parafialny w parafii pod tym samym wezwaniem.
14 stycznia 1968 roku w kościele po raz pierwszy w historii polskiego rocka została zaprezentowana msza beatowa, „Pan przyjacielem moim”.

## Historia

### Okres przedwojenny
Miasto-Ogród Podkowa Leśna zostało założone w 1925 roku. W 1930 roku rozpoczęto zbieranie ofiar na budowę kościoła. Komitet Budowy Kościoła został zarejestrowany 28 stycznia 1932 roku, a jego pierwszym przewodniczącym został profesor i dyplomata Karol Bertoni, członek Towarzystwa Przyjaciół Miasta-Ogrodu Podkowa Leśna, mieszkający tam przez wiele lat. W listopadzie tego samego roku Zarząd Dóbr Podkowy Leśnej przekazał działkę pod budowę kościoła, a 11 listopada wmurowano kamień węgielny. W trakcie uroczystości poświęcenia i wmurowania kamienia węgielnego Karol Bertoni odczytał akt erekcyjny, przygotowany przez Jarosława Iwaszkiewicza. Na patrona świątyni Komitet Budowy wybrał św. Krzysztofa, patrona podróżnych i kierowców. Budynek zaprojektował profesor Politechniki Warszawskiej, Bruno Zborowski, zainspirowany przypuszczalnie pawilonem polskim z Międzynarodowej Wystawy Sztuki Dekoracyjnej i Wzornictwa w Paryżu w 1925 roku.
Materiał budowlany (marmur i granit z rozebranego soboru św. Aleksandra Newskiego) przekazał Prezydent Warszawy. Obraz w ołtarzu głównym, przedstawiający św. Krzysztofa, namalował Jan Henryk Rosen; on też zaprojektował cztery witraże. Budowa trwała od kwietnia do listopada 1933 roku. 5 listopada tego samego roku arcybiskup Antoni Szlagowski poświęcił nowy kościół. W roku 1934 projektant ogrodów, prof. Zygmunt Hellwig, przygotował projekt terenów zielonych wokół kościoła, zrealizowany później razem z Eweliną Krzyżewską, Władysławem Milewskim i Kujathem.

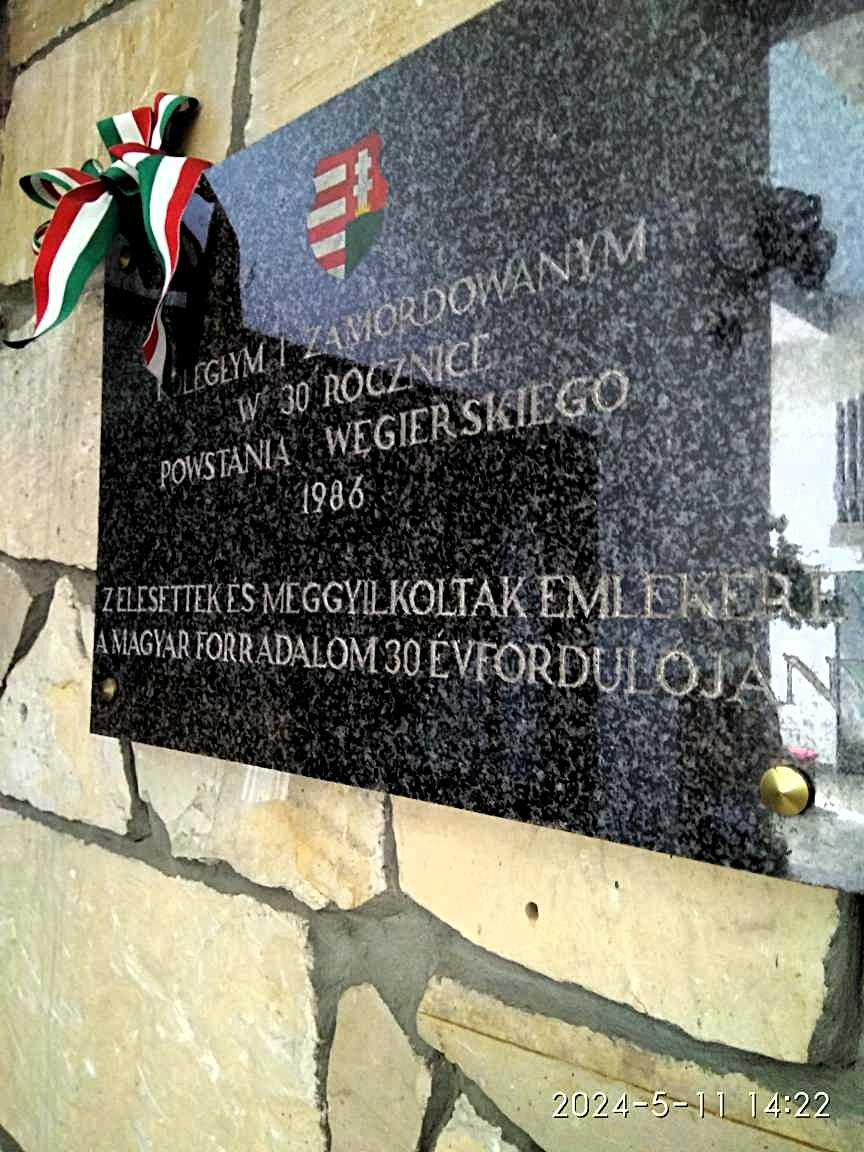
Tablica pamiątkowa poświęcona 30-ej rocznicy Powstania Węgierskiego 1956 roku w Kościele św. Krzysztofa, zdjęcie z 11 maja 2024

### Okres powojenny
W czasach powojennych władze komunistyczne długo odmawiały zgody na rozbudowę kościoła i urządzanie przykościelnego ogrodu. Dopiero w roku 1964 ks. Franciszek Barański otrzymał zatwierdzenie projektu i zezwolenie na rozbudowę istniejącej już wtedy tzw. „Kancelarii”, stojącej przy kościele.
W czerwcu Kuria mianowała ks. Leona Kantorskiego na nowego proboszcza, który objął swój urząd 31 lipca 1964. 15 sierpnia tego samego roku rozpoczął on budowę plebanii i przystąpił do urządzania ogrodu przy kościele.
14 stycznia 1968 roku w kościele po raz pierwszy w historii polskiego rocka została zaprezentowana msza beatowa, „Pan przyjacielem moim”, skomponowana przez Katarzynę Gärtner do tekstów Kazimierza Grześkowiaka. 8 utworów składających się na mszę, wykonał jeden z czołowych zespołów big beatowych, Czerwono-Czarni. Mszę zamówił u niej rok wcześniej ks. Leon Kantorski z inicjatywy zespołu Trapiści, którym już w 1965 roku zezwolił na przygrywanie podczas mszy.
W maju 1980 w świątyni miała miejsce głodówka – protest solidarnościowy działaczy polskiej opozycji demokratycznej.
W latach 1985–1988 w związku z koniecznością zapewnienia odpowiednich warunków uczestnictwa w liturgii, kościół rozbudowano według projektu arch. Janusza Tofila i inż. Andrzeja Gierosa. Wyłoniona w zamkniętym konkursie koncepcja obejmowała powiększenie nawy głównej o 250 m², utrzymanie dotychczasowego stylu istniejącej świątyni, zachowanie przejazdu dla pojazdów biorących udział w autosacrum, otwarcie widoku na prezbiterium z nawy głównej oraz stworzenie przylegającej do niej przeszklonej przestrzeni dla matek z dziećmi.
Wnętrze kościoła wypełniają dzieła Stanisława Słoniny oraz Kazimierza Gustawa Zemły.

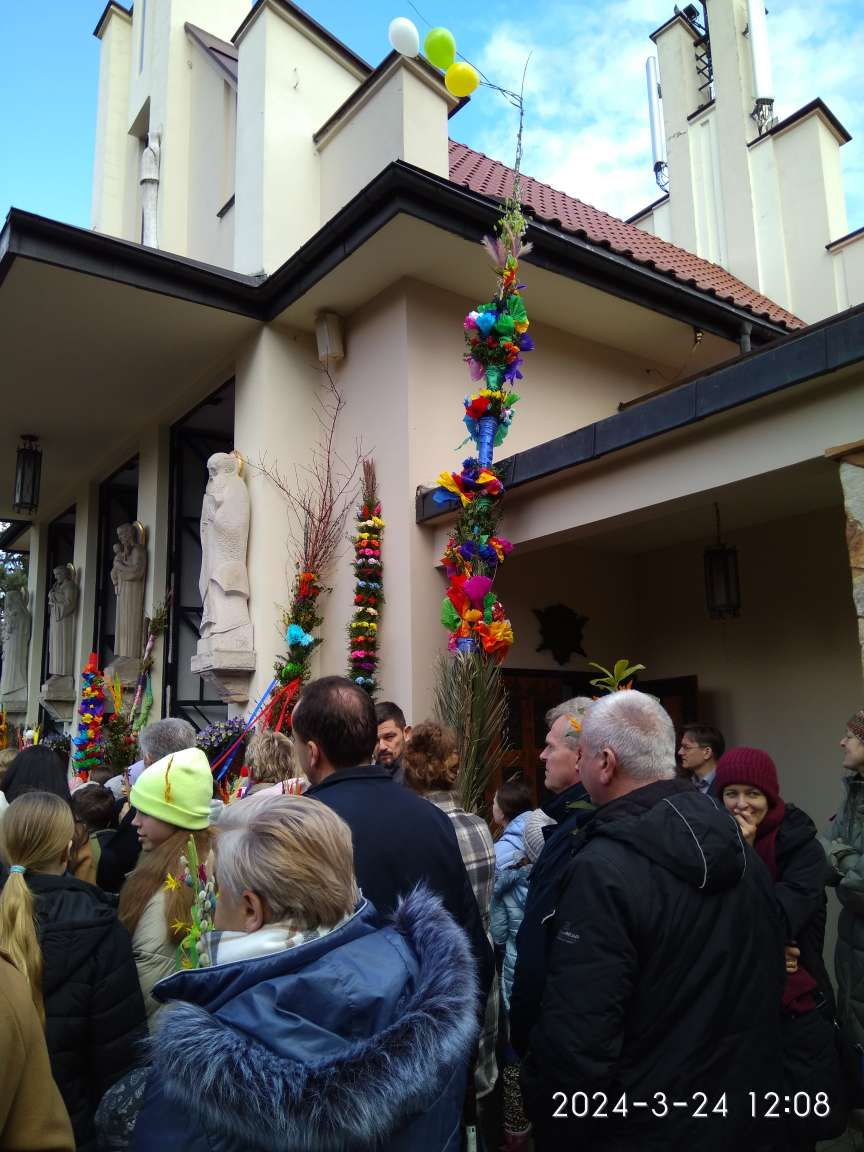
Uroczystość poświęcenia i konkurs palm wielkanocnych, Podkowa Lesna, 24 marca 2024

Na początku lat 80. XX wieku kościół był ośrodkiem sprzeciwu wobec totalitarnych praktyk ówczesnego reżimu komunistycznego, sprzeciwu, któremu patronował ówczesny ks. proboszcz Leon Kantorski. Wyrazem tego protestu była między innymi powszechnie znana podjęta w dniach 7–17 maja 1980 przez krajowe środowiska demokratyczne głodówka. Jak to określił Leszek Budrewicz: „Była to trzecia głodówka protestacyjna zorganizowana przez KSS KOR przy współudziale innych środowisk opozycji, w intencji uwolnienia więzionych działaczy opozycji oraz jako akt solidarności z głodującymi w więzieniu Mirosławem Chojeckim i Dariuszem Kobzdejem”.